# Baldface Mountain (British Columbia)
Der Baldface Mountain ist ein 1798 m hoher, kegliger, härtlingsartiger Vulkan in der kanadischen Provinz British Columbia.

## Geographie
Der Baldface Mountain liegt im West-Central Interior der Provinz British Columbia. Er liegt östlich des Itcha Lake und nordöstlich der Gemeinde Anahim Lake.

## Geologie
Der Baldface Mountain ist ein trachytisch–phonolithischer Vulkankegel im Anahim-Vulkangürtel, der vor 2,37 Millionen Jahren aktiv war. Er befindet sich in einem örtlich ausgedehnten Feld von Vulkankegeln, das vernünftigerwesie als Baldface-Mountain-Vulkanfeld (engl. Baldface Mountain volcanic field, BMVF) bezeichnet wird. Der Baldface Mountain ist der größte Vulkan in diesem Vulkanfeld und einer der wenigen BMVF-Vulkane, von denen der Ausstoß felsischer Gesteine bekannt ist.:8,12,20
Ein kleiner trachytischer Buckel gerade südlich des Baldface Mountain hat ein geringfügig höheres Alter von 2,52 Millionen Jahren und ist das älteste bekannte vulkanische Objekt im BMVF. Die große Nähe zum Baldface Mountain zeigt an, dass sie Teile eines größeren vulkanischen Zentrums und/oder einer Periode sporadischen Vulkanismus' gewesen sein könnten.

## Geschichte
Der Name des Berges wurde am 7. Februar 1947 in der topographischen Karte 93/SW wie im BC Gazetteer von 1930 eingetragen. Zuvor erschien der Name Mount Baldface auf den Karten.